# 織田信張
織田 信張（おだ のぶはる）は、戦国時代から安土桃山時代にかけての武将。別名に寛廉、信純、信弘。

## 家系
清洲三奉行のうちの一つ織田藤左衛門家の系統。藤左衛門家は三奉行として織田信秀とは同格であったが当主の早世が続いたため早くから信秀、信長に仕えた。

## 生涯
小田井城主の織田寛故の子として誕生。織田信長に仕えた際、偏諱を受け信張と名乗った。
弘治2年（1556年）7月、織田信長が盆踊りの祭を主催した際には、信張の家来衆が地蔵に扮した。近江国浅井攻め・比叡山焼き討ちなどに従軍。その後天正5年（1577年）紀州の雑賀攻めなど、主に紀伊方面を担当。和泉国佐野砦を任されていたが、その後岸和田城へ移り和泉半国を領し、信長直轄軍の一員として働いた。
天正10年（1582年）に雑賀衆の土橋重治を破るが、同年の本能寺の変直後に紀伊国人らが蜂起すると、蜂屋頼隆と鎮圧に努めた。その後尾張の居城である小田井城に戻り、織田信雄に知行1100貫で仕えた。天正12年（1584年）には、信雄の家臣として、土佐国の香宗我部氏と連絡をとっている。
天正15年（1587年）に佐々成政が肥後国の検地に失敗し切腹を命じられた際には、豊臣秀吉より八代城を与えるとの命があったが、信張はこれを固辞した。文禄3年（1594年）、近江の大津で没する。享年68。